# Torneo de las Tres Naciones 2007
El Torneo de las Tres Naciones 2007 es la edición 2007 del Torneo de las Tres Naciones que involucra a las mejores selecciones de rugby del Hemisferio Sur: Nueva Zelanda, Australia y Sudáfrica.
La serie de 2007 consistió en seis partidos (dos de local cada uno), tres menos que la serie de 2006, debido a la Copa Mundial de Rugby 2007 que comenzaría el 7 de septiembre. El sorteo se programó para garantizar que ningún equipo jugara más de dos partidos seguidos, ya que el final temprano permitió que cada equipo tuviera siete semanas completas antes del inicio de la Copa Mundial.

## Tabla de posiciones
| Pos. | Equipo        | Encuentros | Encuentros | Encuentros | Encuentros | Puntos  | Puntos    | Puntos | Puntos extras | Puntos totales |
| Pos. | Equipo        | jug.       | gan.       | emp.       | per.       | a favor | en contra | dif.   | Puntos extras | Puntos totales |
| ---- | ------------- | ---------- | ---------- | ---------- | ---------- | ------- | --------- | ------ | ------------- | -------------- |
| 1    | Nueva Zelanda | 4          | 3          | 0          | 1          | 100     | 59        | +41    | 1             | 13             |
| 2    | Australia     | 4          | 2          | 0          | 2          | 76      | 80        | -4     | 1             | 9              |
| 3    | Sudáfrica     | 4          | 1          | 0          | 3          | 66      | 103       | -37    | 1             | 5              |

## Formato
Como en competencias anteriores, los puntos se adjudican de la siguiente manera:
- 4 puntos para el que gana.
- 2 puntos para el empate.
- 0 puntos para el que pierde.
- 1 punto extra por anotar 4 tries o más, ganando o perdiendo.
- 1 punto extra por perder por 7 puntos o menos.

## Resultados
BO: Punto de bonificación ofensivo.
BD: Punto de bonificación defensivo.
Primera fecha
| 16 de junio de 2007 15:00 SAST | Sudáfrica | 22 - 19 BD | Australia                                                        | Newlands Stadium, Ciudad del Cabo, | |
|                                | Try: Fourie 15' c · Con: Montgomery (1/1) · Pen: Montgomery (3) 3', 45', 53' · Drop: Steyn (2) 74', 77' · Tarjetas: Spies 35' hasta 45' |            | Try: Giteau 31' c Con: Mortlock Pen: Mortlock 13', 29', 36', 44' | Asistencia: 49.333 espectadores Árbitro(s): Wayne Barnes Touch Judge: Alain Rolland Touch Judge: Hugh Watkins TV match official: Simon McDowell | Asistencia: 49.333 espectadores Árbitro(s): Wayne Barnes Touch Judge: Alain Rolland Touch Judge: Hugh Watkins TV match official: Simon McDowell |

Segunda fecha
| 23 de junio de 2007 15:00 SAST | Sudáfrica | BD 21 - 26 | Nueva Zelanda                                                                                  | Kings Park, Durban, | |
|                                | Try: Burger 40' m · James 44' c · Con: Montgomery · Pen: Montgomery (2) 5', 66' · Pienaar 19' · Tarjetas: Wannenburg 54' hasta 64' |            | Try: McCaw 69' c Rokocoko 71' c Con: Carter (2) Pen: Carter (3) 31', 38', 55' Drop: Mauger 42' | Asistencia: 51.861 espectadores Árbitro(s): Alain Rolland Touch Judge: Wayne Barnes Touch Judge: Simon McDowell TV match official: Hugh Watkins | Asistencia: 51.861 espectadores Árbitro(s): Alain Rolland Touch Judge: Wayne Barnes Touch Judge: Simon McDowell TV match official: Hugh Watkins |

Tercera fecha
| 30 de junio de 2007 20:00 AEST | Australia                                                                            | 20 – 15 BD | Nueva Zelanda                                                                                    | Melbourne Cricket Ground, Melbourne,                      |                                                           |
|                                | Try: Ashley-Cooper 64' c Staniforth 71' c Con: Giteau (2) Pen: Mortlock (2) 14', 19' |            | Try: Woodcock 3' c · Gear 25' m · Con: Carter · Pen: Carter 17' · Tarjetas: Hayman 61' hasta 71' | Asistencia: 79.322 espectadores Árbitro(s): Marius Jonker | Asistencia: 79.322 espectadores Árbitro(s): Marius Jonker |

Cuarta fecha
| 7 de julio de 2007 20:00 AEST | Australia                                                                        | 25 - 17 | Sudáfrica | Stadium Australia, Sídney,                              |                                                         |
|                               | Try: Gerrard 22' c Hoiles 42' c Giteau 55' m Con: Mortlock (2) Pen: Mortlock (2) |         | Try: van Heerden 6' c · Paulse 8' c · Con: Hougaard (2) · Pen: Hougaard 16' · Tarjetas: Botha 52' hasta 62' · Muller 72' hasta 82' | Asistencia: 51.174 espectadores Árbitro(s): Paul Honiss | Asistencia: 51.174 espectadores Árbitro(s): Paul Honiss |

Quinta fecha
| 14 de julio de 2007 19:35 NZST | Nueva Zelanda                                                               | 33 - 6 | Sudáfrica                                              | Lancaster Park, Christchurch, |                              |
|                                | Try: Leonard 69' c Evans 76' c Carter 80' c Con: Carter (3) Pen: Carter (4) |        | Pen: Hougaard (2) · Tarjetas: Wannenburg 52' hasta 62' | Árbitro(s): Stuart Dickinson  | Árbitro(s): Stuart Dickinson |

Sexta fecha
| 21 de julio de 2007 19:35 NZST | Nueva Zelanda                                                                           | 26 - 12 | Australia                                            | Eden Park, Auckland, | |
|                                | Try: Woodcock 58' m Con: Carter (0/1) Pen: Carter (7) 10', 29', 36', 39', 44', 51', 73' |         | Pen: Mortlock (3) 24', 33', 47' Drop: Giteau (1) 25' | Asistencia: aprox. 45.000 espectadores Árbitro(s): Nigel Owens Touch Judge: Craig Joubert Touch Judge: Mark Lawrence TV official: Johan Meuwesen | Asistencia: aprox. 45.000 espectadores Árbitro(s): Nigel Owens Touch Judge: Craig Joubert Touch Judge: Mark Lawrence TV official: Johan Meuwesen |